# The Harbour Hotel & Residence
The Harbour Hotel & Residence is een wolkenkrabber in Dubai, VAE. Het gebouw is 256 meter hoog en telt 59 verdiepingen. De door Khatib & Alami ontworpen woontoren, werd tussen 2003 en 2007 gebouwd. Het gebouw heette eerste Emirates Marina Hotel & Residence, maar is in januari 2008 hernoemd.

## Ontwerp
Het gebouw bevat acht penthouses, 52 woningen met drie slaapkamers, 175 woningen met twee slaapkamers en 23 studio's. Daarnaast bevat het gebouw:
- Een parkeergarage
- Een fitness school
- Een sauna
- Een zwembad[1]